# Mörel, Schweiz
Mörel (walsertyska: Mèrel/Medùl) är en ort i kommunen Mörel-Filet i kantonen Valais, Schweiz. Orten var före den 1 januari 2009 en egen kommun, men slogs då samman med kommunen Filet till den nya kommunen Mörel-Filet.